# Северная сумчатая куница
Северная сумчатая куница, или карликовая сумчатая куница, или североавстралийская сумчатая куница, или малая северная кошка (лат. Dasyurus hallucatus) — самый маленький вид в роду пятнистых сумчатых куниц, её самцы весят не больше 900 г, а длина их тела всего 25—35 см Мех короткий и грубый; окрас серо-бурый или серый, с белыми пятнами на боках и спине; кончик хвоста чёрный.
В прошлом они занимали довольно обширный ареал от Пилбары в Западной Австралии до юго-восточного Квинсленда; сейчас он сократился до нескольких изолированных участков на севере Австралии. Селится они предпочитают в скалистых местностях или в эвкалиптовых лесах неподалёку от побережья. Развитые пальцы и подошвенные подушки помогают им взбираться на отвесные камни и скалы. Невзирая на размеры, это агрессивные прожорливые хищники, питающиеся, в частности, сумчатыми мышами, а также различными мелкими позвоночными и беспозвоночными, мёдом и плодами. От них самих хищников отпугивает неприятный запах. Размножаются северные сумчатые куницы зимой, в конце июня; детёныши (до 8) рождаются в конце июля—сентябре. При рождении их длина всего 3 мм. Зрелость наступает на 10—11 месяце, продолжительность жизни невысока — до 2 лет.
Северная сумчатая куница внесена в Красную книгу МСОП со статусом «Находящиеся в опасном состоянии» (Endangered).